# Dipalmitoilfosfatidilcolina
Dipalmitoilfosfatidilcolina (DPPC), también conocido como dipalmitoil-lecitina es un fosfolípido y el componente principal del surfactante pulmonar. También es conocido como factor surfactante y es producido por las células epiteliales alveolares tipo II (neumocito tipo II).
Es usado para propósitos de investigación, estudiando Liposomas, bicapas lipídicas y modelos de membranas biológicas.